# Vitinha (cầu thủ bóng đá, sinh tháng 2 năm 2000)
Vítor Machado Ferreira (sinh ngày 13 tháng 2 năm 2000), thường được biết đến với tên gọi Vitinha (phát âm tiếng Bồ Đào Nha: [viˈtiɲɐ]), là một cầu thủ bóng đá chuyên nghiệp người Bồ Đào Nha hiện đang thi đấu ở vị trí tiền vệ cho câu lạc bộ Ligue 1 Paris Saint-Germain và đội tuyển bóng đá quốc gia Bồ Đào Nha.
Trưởng thành từ lò đào tạo trẻ của Porto, Vitinha đã gây ấn tượng trong thời gian thi đấu cho đội dự bị trước khi được đôn lên đội một vào năm 2020, giành cú đúp quốc nội Primeira Liga và Taça de Portugal trong mùa giải đầu tiên. Anh sau đó được câu lạc bộ Wolverhampton Wanderers cho mượn vào tháng 9 năm 2020, trước khi quay trở lại vào mùa sau. Anh dần khẳng định mình là một cầu thủ không thể thiếu giúp Porto giành cú đúp quốc nội thứ hai, được xướng tên trong Đội hình tiêu biểu của năm tại Primeira Liga và giành giải Cầu thủ trẻ xuất sắc nhất năm. Vào tháng 6 năm 2022, anh gia nhập Paris Saint-Germain với giá chuyển nhượng 41,5 triệu euro. Anh vừa cùng Paris Saint-Germain vô địch C1 lần đầu tiên trong lịch sử năm 2025.
Vitinha là cựu tuyển thủ trẻ Bồ Đào Nha, đại diện cho đất nước của mình ở các cấp độ trẻ khác nhau, đồng thời còn là một phần của các đội U-19 và U-21 cán đích ở vị trí á quân tại giải vô địch U-19 châu Âu 2019 và U-21 châu Âu 2021. Anh có buổi ra mắt đội tuyển quốc gia cấp chuyên nghiệp của mình vào năm 2022, và kể từ đó anh đại diện cho đất nước tham dự FIFA World Cup 2022 và UEFA Euro 2024.